# Никарагуанско-уругвайские отношения
Никарагуанско-уругвайские отношения — двухсторонние дипломатические отношения между Республикой Никарагуа и Восточной Республикой Уругвай. Обе страны являются членами Сообщества государств Латинской Америки и Карибского бассейна, Группы 77, Организации американских государств, Организации Иберо-американских государств и Организации Объединенных Наций.

## История
И Никарагуа, и Уругвай имеют общую историю, заключающуюся в том факте, что обе нации когда-то были частью Испанской империи. В колониальный период Испании Никарагуа управлялась из вице-королевства Новая Испания в Мехико, в то время как Уругвай входил в состав вице-королевства Рио-де-ла-Плата и управлялся из Буэнос-Айреса. В 1828 году Уругвай получил независимость в результате аргентино-бразильской войны. В 1841 году Никарагуа получила независимость после распада Федеративной Республики Центральной Америки.
Двусторонние отношения между обеими странами складывались главным образом на многосторонних форумах. В августе 1998 года президент Никарагуа Арнольдо Алеман посетил Уругвай с визитом и встретился с президентом Хулио Марией Сангинетти. В ноябре 2006 года вице-президент Никарагуа посетил Монтевидео, Уругвай, для участия в 16-м Иберо-американском саммите. В марте 2013 года министр иностранных дел Уругвая Луис Альмагро посетил Манагуа и встретился с президентом Даниэлем Ортегой.
В 2021 году Уругвай закрыл свое посольство в Манагуа из-за бюджетных ограничений.

## Двухсторонние соглашения
Обе страны подписали несколько соглашений, таких как Соглашение об отмене виз для владельцев действительных паспортов любого вида обеих стран (1993); Меморандум о взаимопонимании в области академического сотрудничества между Министерством иностранных дел обеих стран (1998); Соглашение о сотрудничестве и культурном обмене (1998); Соглашение о сотрудничестве в сфере туризма (1998); Соглашение о техническом и научном сотрудничестве (1998); и Соглашение о сотрудничестве в области сельского хозяйства (2014).